# ناصر الحمدان
ناصر راشد الحمدان (6 نوفمبر 1964) حكم كرة قدم سعودي دولي سابق. حصل على الشارة الدولية عام 1996.
و قد حكم في كأس الخليج 2003، وقد أدار مباراة منتخب البحرين لكرة القدم ومنتخب اليمن لكرة القدم في 30 ديسمبر 2003، وقد أدار مباراة منتخب الإمارات لكرة القدم ومنتخب قطر لكرة القدم في 3 يناير 2004.